# Río Shannon
El Shannon (en gaélico An tSionna o Sionainn) es el río más largo y caudaloso de Irlanda, dividiendo el oeste de la isla (la mayor parte de la provincia de Connaught) del este y del sur (Leinster y gran parte de Munster). Su longitud es de 360 km, fluyendo generalmente hacia el sur, desde la Hoya del Shannon (Shannon Pot), en el condado de Cavan, antes de girar hacia el oeste y desembocar en el océano Atlántico a través del estuario del Shannon (Inbhear Sionna), de 113 km de longitud. La ciudad de Limerick se ubica en el punto donde el agua del río se encuentra con el agua marina del estuario; solo al este de Limerick el nivel del río deja de verse afectado por las mareas. Cerca del pueblo de Adare

## Geografía
El río nace en las montañas Cuilcagh (Binn Chuilceach), al sur del condado de Fermanagh, y fluye a través de 11 de los 32 condados de Irlanda. Lagos importantes en su curso son Lough Allen, Lough Ree y Lough Derg. Destacan entre sus afluentes el río Suck y el Brosna. El Shannon discurre por su cauce actual desde el final de la Edad del Hielo, y su cuenca hidrográfica se estima en unos 15 600 km². Las principales poblaciones por las que discurre son Carrick-on-Shannon, Athlone, Killaloe, Portumna y Limerick.

## Historia
El río Shannon ha sido un importante cauce fluvial desde la antigüedad. El primer trazado del que se tiene constancia en un mapa es atribuido a Ptolomeo. Los vikingos se asentaron en la región en el siglo X, y usaron el río como vía para asolar los ricos monasterios del interior de la isla. En el año 937 los vikingos de Limerick fueron derrotados por los vikingos de Dublín en el Lough Ree. Oliver Cromwell expuso que los irlandeses deberían elegir entre el infierno o Connaught, en referencia a la opción de emigrar forzosamente al otro lado del río o perecer.

## Mitología
En la mitología irlandesa el río debe su nombre a una mujer, que según muchas fuentes pertenecía a los Tuatha dé Danaan, llamada Sionann (o Sínann o Sínand) y que era nieta del dios acuático Manannán mac Lir. Sionann fue al pozo de Connla en busca de sabiduría, a pesar de que se le había advertido que no se acercara a él. Según algunas fuentes, al igual que el cazador y guerrero mítico Fionn mac Cumhaill, Sionann capturó y se comió el Salmón de la Sabiduría que nadaba en las aguas del río y se convirtió en la más sabia de la Tierra. Según otras fuentes, Sionann se limitó a beber agua del pozo. En cualquier caso, se dice que las aguas del pozo ahogaron a Sionann y se la llevaron mar adentro y así se convirtió en la diosa del río. Patricia Monaghan señala que «el ahogamiento de una diosa en un río es común en la mitología irlandesa y representa típicamente la disolución de su poder divino en el agua, que entonces da vida a la tierra».

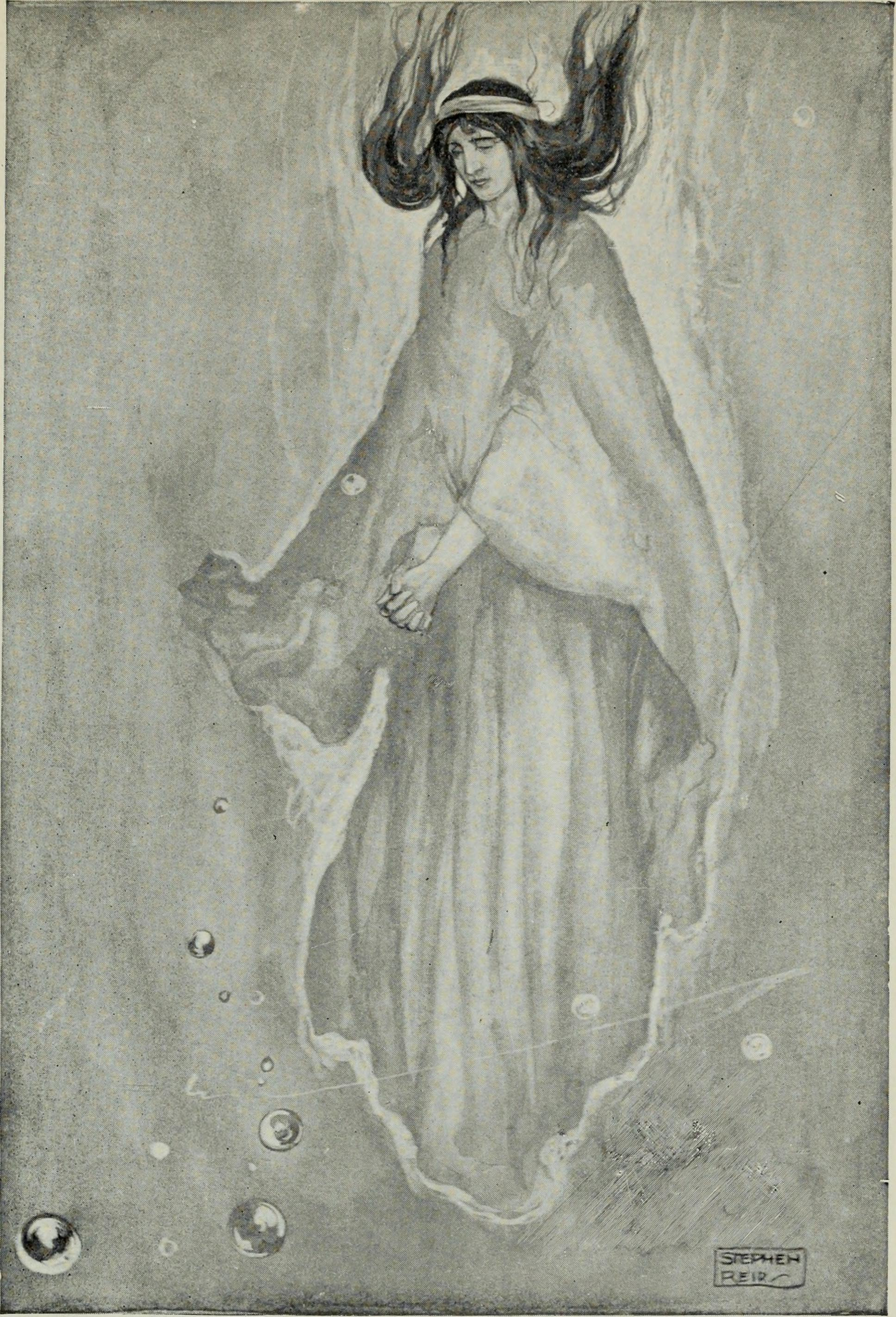
Ilustración Sinend and Connla's Well, del libro Myths and Legends; the Celtic Race (1910) de T. W. Rolleston.

Otro mito cuenta que Sionann rescató al legendario cazador-guerrero Fionn mac Cumhaill en Ballyleague, cerca del lago Ree, cuando unos guerreros le estaban atacando. Fionn mac Cumhaill lanzó la Piedra de Sionann y los guerreros murieron inmediatamente. El poder de la piedra atemorizó tanto a Fionn que decidió arrojarla al río, donde aún permanece en un vado. Si una mujer llamada Be Thuinne la encuentra, esto significará que el fin del mundo se acerca.

## Economía

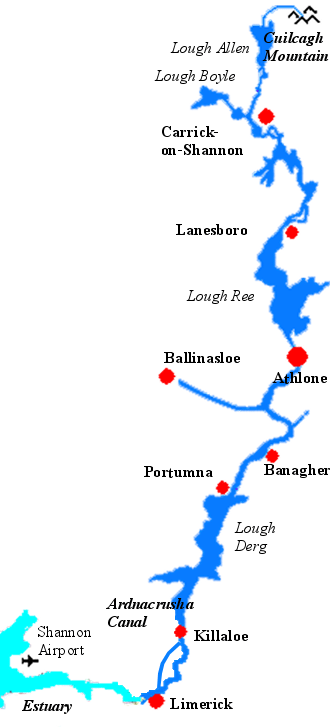
Curso del río Shannon

El Shannon es el río más largo de las islas británicas. A pesar de su cauce de más de 300 km, su altura máxima es de 76 m sobre el nivel del mar, de manera que es fácilmente navegable, con solo unas pocas esclusas en su recorrido. Hay una planta hidroeléctrica en Ardnacrusha, perteneciente a la Electricity Supply Board (ELB).
Durante la década de 1980 la industria naval fue desarrollada extensivamente en el estuario del Shannon, con más de 2500 millones de euros de inversión. Asimismo se construyeron una terminal petrolera en Foynes, un embarcadero de petróleo en el Aeropuerto Internacional de Shannon y una importante planta de extracción de alúmina (óxido de aluminio) en Aughinish, en 1982. En la actualidad cargueros de más de 60 000 toneladas transportan bauxita en crudo desde las minas de África occidental a esta planta, donde es refinada en alúmina, que posteriormente es exportada a Canadá donde es de nuevo refinada en aluminio. En 1985 se inauguró una importante central térmica en Moneypoint, que es abastecida por cargueros de más de 150 000 toneladas.